# Union des États de Patiala et du Pendjab oriental
L'Union des États de Patiala et du Pendjab oriental (anglais : Patiala and East Punjab States Union ou PEPSU) est un ancien État de l'Inde. Il est créé en 1948 par la réunion des États princiers de Patiala, Jind, Nabha, Kapurthala, Faridkot, Malerkotla et Nalagarh. 
État de catégorie B en vertu de la Constitution de 1950, le rajpramukh de l'Union des États de Patiala et du Pendjab oriental est Yadavindra Singh, maharaja de Patiala jusqu'en 1956. À cette date, l'État est fusionné avec celui du Pendjab oriental.